# Lubocino
Lubocino (kaszb. Lëbòcëno, niem. Lubezin) – wieś kaszubska w Polsce położona w województwie pomorskim, w powiecie puckim, w gminie Krokowa na północnowschodnich obrzeżach Puszczy Darżlubskiej.
Wieś szlachecka Luboczyno położona była w II połowie XVI wieku w powiecie puckim województwa pomorskiego. W latach 1975–1998 miejscowość administracyjnie należała do województwa gdańskiego.

## Historia
Pierwsze informacje na temat wsi pochodzą z 1277 w związku z ustaleniem granic wsi Karlikowo. W 1342 wieś wymieniana przy rozgraniczaniu dóbr klasztoru żarnowieckiego. Lubocino było majątkiem rycerskim na prawie polskim, gniazdem rodowym rodziny Lubockich, do której należało w latach 1429-1624. Kolejnymi właścicielami wsi byli:
- Jaskowie (1624-1667)
- Czapscy (1667-1755)
- Przebendowscy (1755-1789)
- Zabokrzyccy (1789-1818)
- von Platen (1818-1844)
- Dresslerowie (1844-1847)
- Behnke (1847-1862)
- Rodenackerowie (1862-1903)

W 1903 wieś rozparcelowano, gdy przeszła we władanie państwa pruskiego.
Podczas zaboru pruskiego wieś nosiła nazwę niemiecką Lubezin. Podczas okupacji niemieckiej nazwa Lubezin w 1942 została przez nazistowskich propagandystów niemieckich (w ramach szerokiej akcji odkaszubiania i odpolszczania nazw niemieckiego lebensraumu) zweryfikowana jako zbyt kaszubska i przemianowana na nowo wymyśloną i bardziej niemiecką – Laubheim.

## Gaz łupkowy
W Lubocinie w latach 2010-2013 PGNiG wykonało trzy otwory rozpoznawcze za gazem o nazwie: Lubocino–1 i za gazem z łupków o nazwach: Lubocino–2H, Lubocino–3H. Na otworze Lubocino–1 o głębokości 3051 m uzyskano przypływ gazu.

## Religia
Po 1340 we wsi został wybudowany kościół św. Sebastiana filialny parafii z Krokowej, który w 1580 stał się kościołem luterańskim. W 1667 Piotr Czapski w wyniku interwencji biskupa Madalińskiego, zwraca kościół katolikom. W XVIII wieku kościół popadł w ruinę. W 1789 wieś liczyła siedem domostw. Od 1946 wieś należy do ponownie erygowanej parafii rzymskokatolickiej w Tyłowie należącej do dekanatu Żarnowiec archidiecezji gdańskiej.

## Zabytki
- Zespół dworsko-parkowy z XIX wieku wybudowany przez Rodenackerów. Dwór jest parterowy, murowany, z cegły, na podmurówce z ociosanego kamienia, przykryty dwuspadowym dachem. Na początku XX wieku rozbudowano go o zachodnie skrzydło. Dwór otacza park. Po II wojnie światowej w dworze mieści się szkoła podstawowa[10].
- Dzwonnica ze zrujnowanego kościoła, znajdująca się na starym, przykościelnym cmentarzu.

## Galeria
Zdjęcia z 2016:

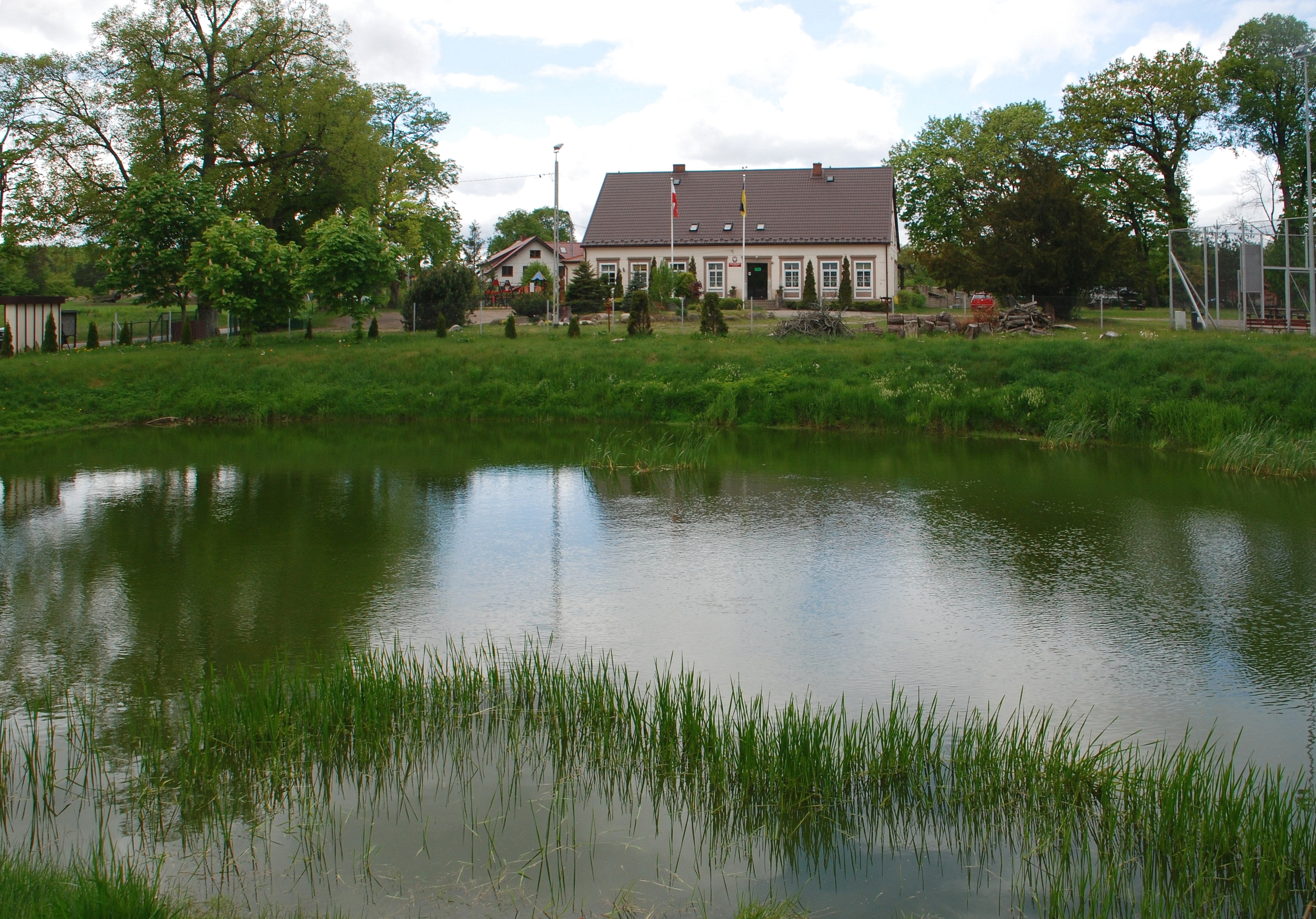
Dawny dwór, obecnie szkoła podstawowa
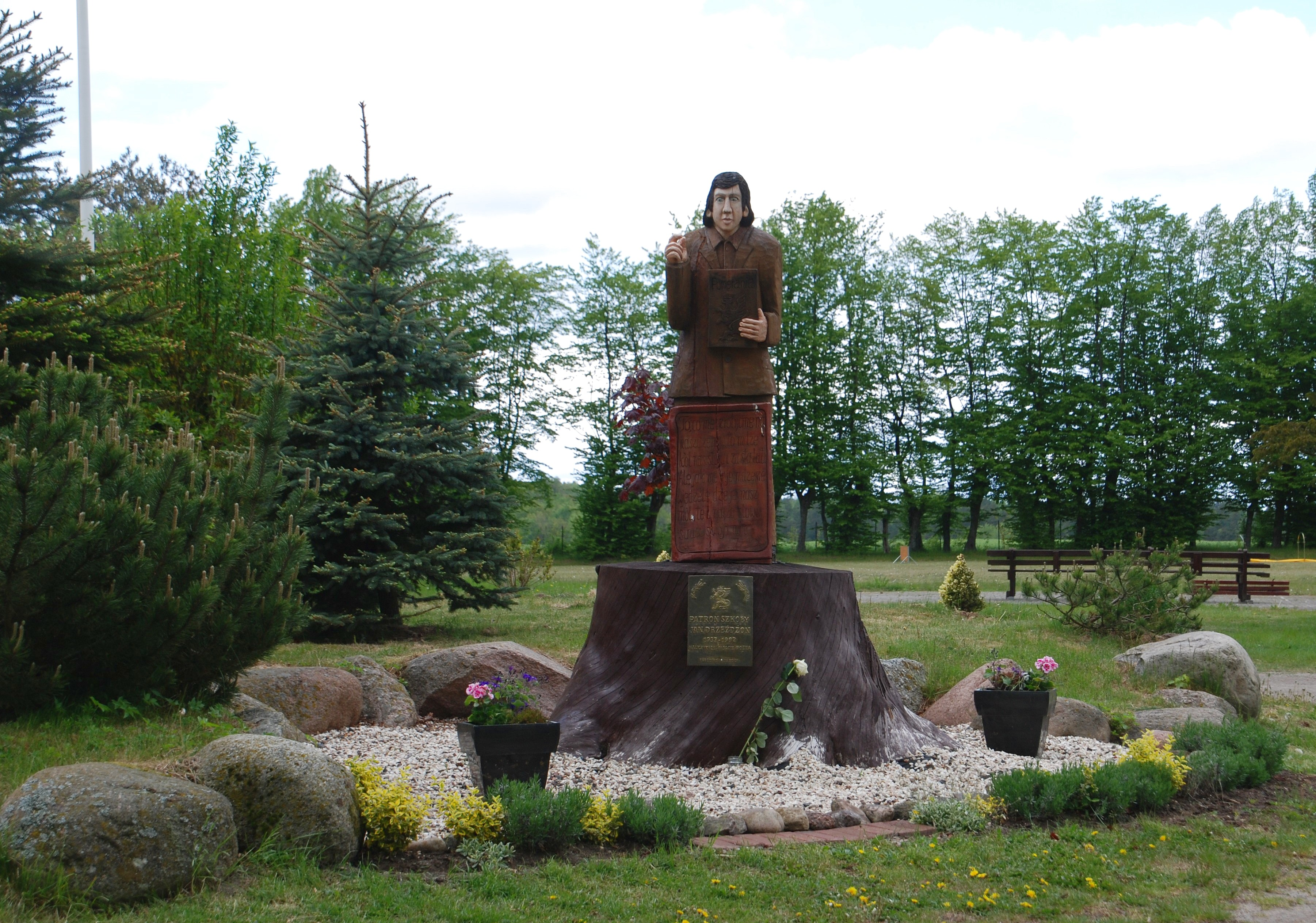
Pomnik patrona szkoły podstawowej
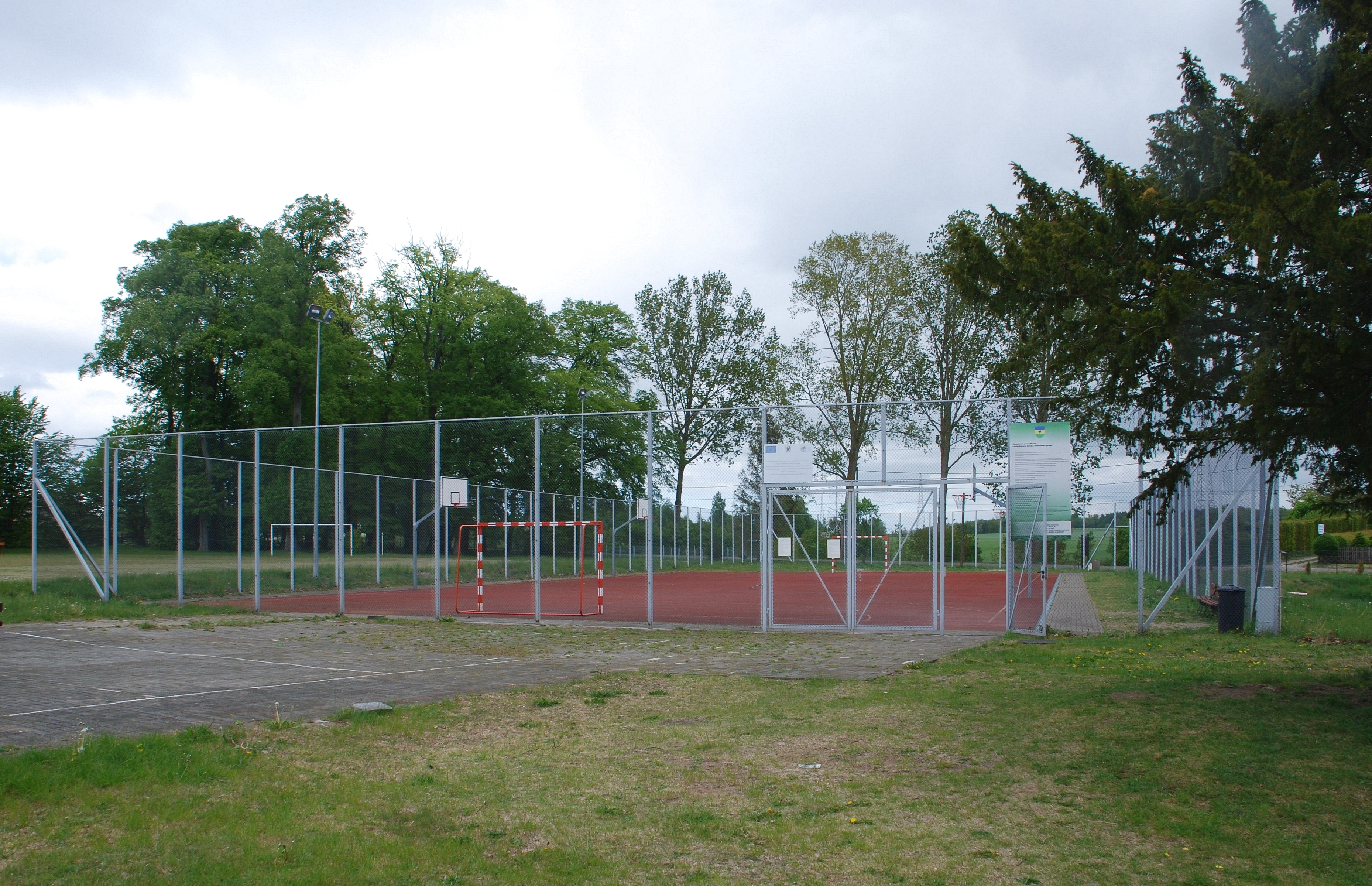
Boiska przyszkolne
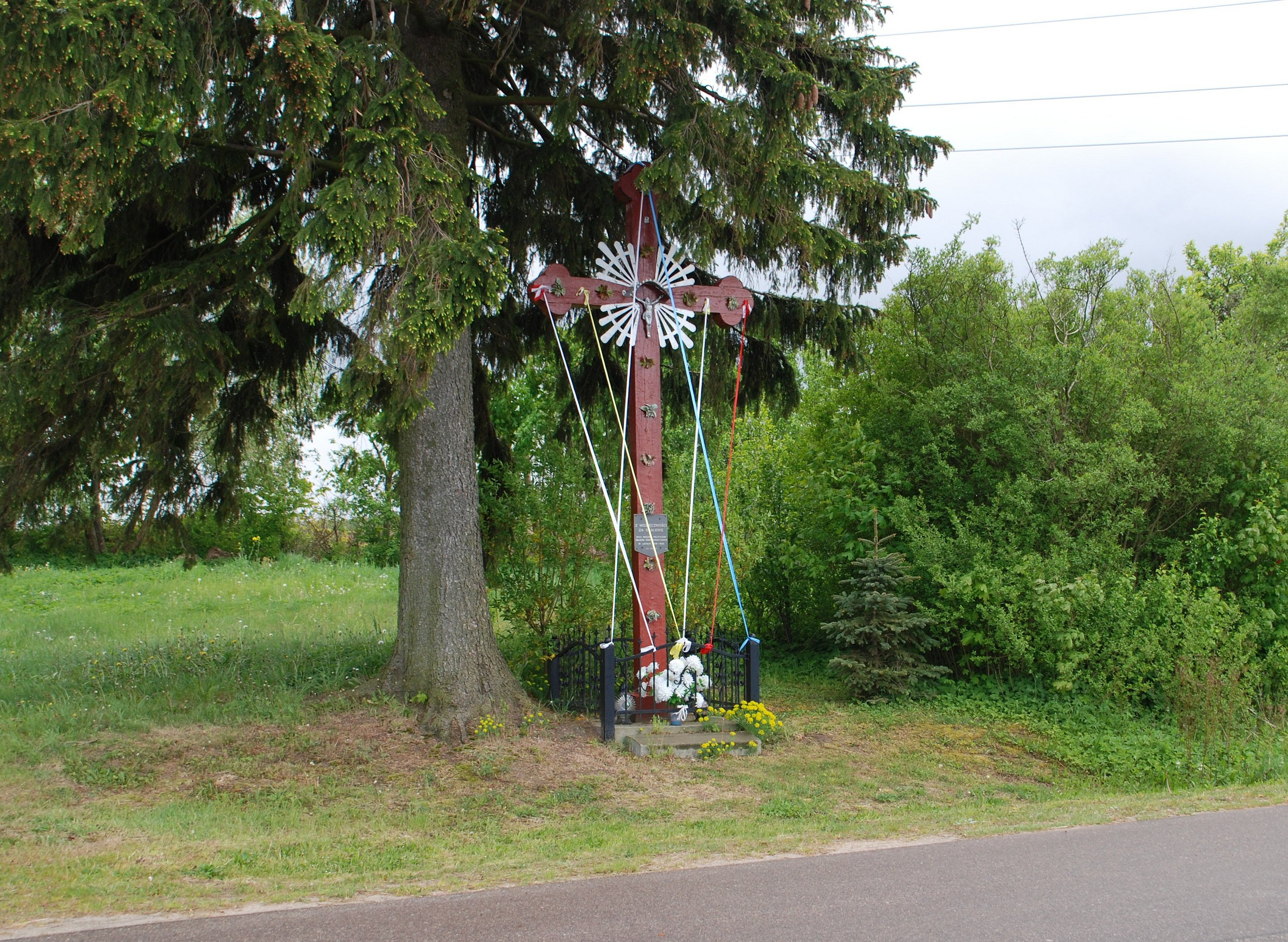
Krzyż przydrożny
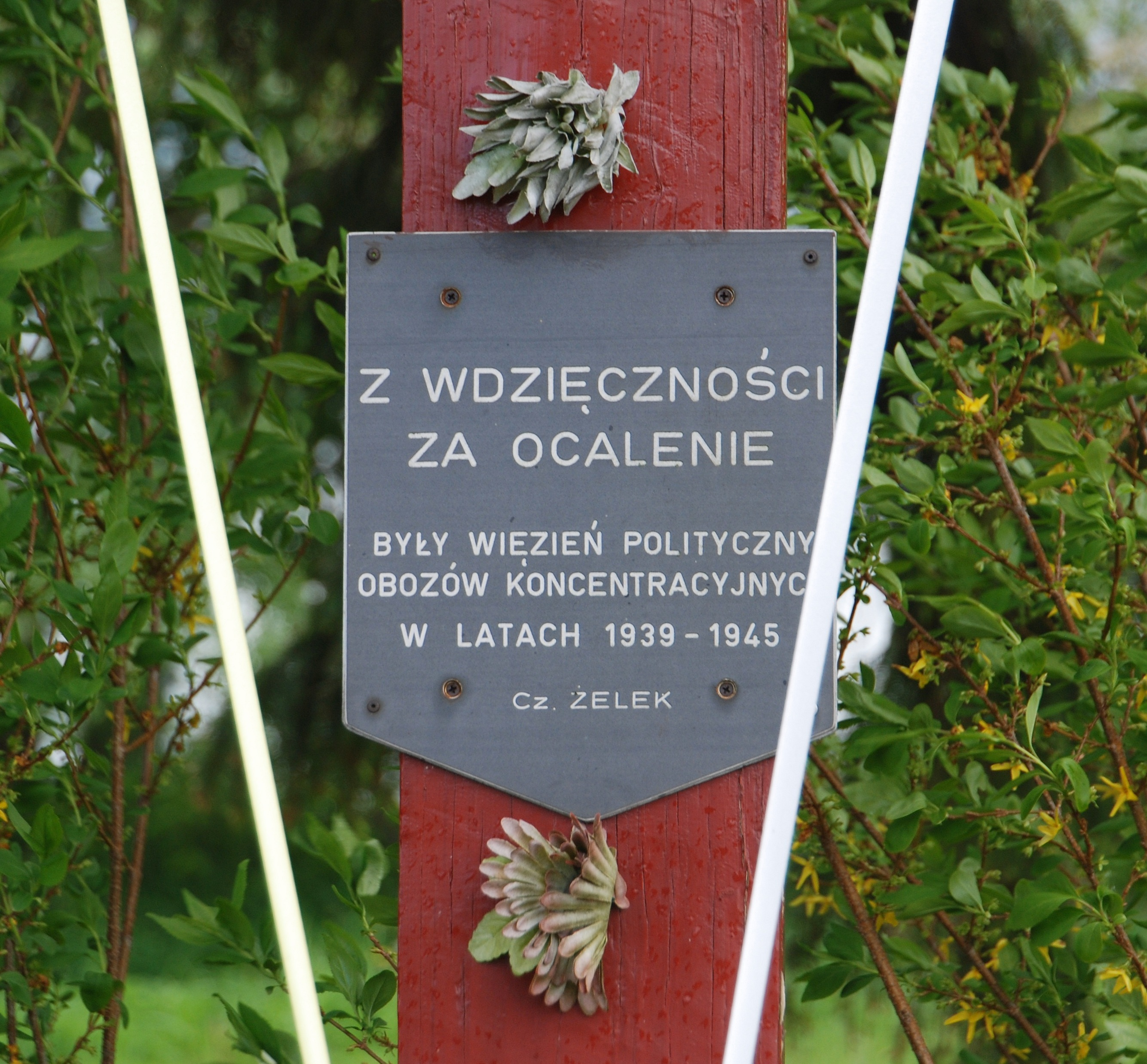
Tablica na krzyżu przydrożnym
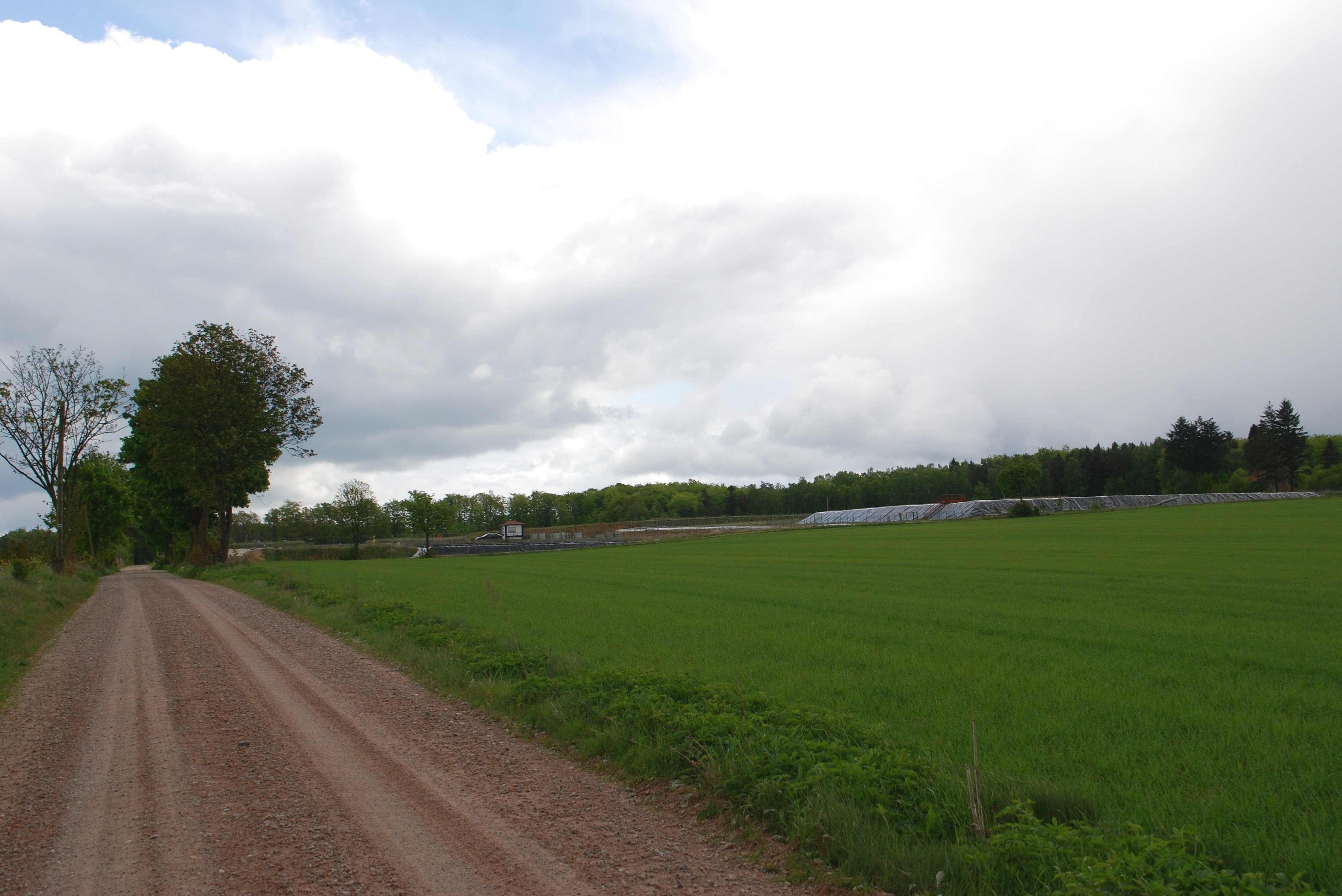
Obszar wierceń za gazem łupkowym